# Wielka Synagoga w Tbilisi
Wielka Synagoga w Tbilisi, zwana Sefardyjską albo synagogą żydów z Achalciche (ros. Сефардская синагога г. Тбилиси, Синагога евреев из Ахалцихе, ახალციხელების ლოცვა) – główna synagoga wspólnoty żydowskiej znajdująca się w stolicy kraju Tbilisi przy ulicy Leselidze 45-47.
Synagoga została zbudowana z cegły w latach 1904-1913 na terenie tzw. bazaru ormiańskiego (obecnie ulica Leselidze). Wcześniej w tych okolicach istniała bóżnica mieszcząca się w gmachu "Muntuaant darbazi" wynajmowanym pod synagogę, jednak został on zburzony z polecenia władz rosyjskich w 1899 roku. Nazwa bóżnicy wywodzi się od miejscowości Achalciche, skąd pochodzili jej fundatorzy. 
W 1903 roku tyfliscy Żydzi wystąpili z prośbą do cara o zgodę na budowę nowego domu modlitewnego, pozytywna decyzja została podjęta rok później. Nowej bóżnicy architekt nadał kształt mauretańsko-eklektyczny, z przewyższonym sklepieniem i latarnią. Do początku lat dwudziestych XX wieku była jedną z trzech bóżnic w mieście (inne znajdowały się przy ul. Antona Katalikosa 3 i Abesadze 10), po 1923 roku dwie pozostałe zostały zamknięte przez władze bolszewickie. 
Podwójna struktura bożnicy posiada wymiary 24,5 metra (długość) na 15 metrów (szerokość) na 14 metrów (wysokość) i obejmuje dwie sale modlitewne. Fasada główna jest udekorowana wielką gwiazdą Dawida.
Wysoka sala modlitewna, większa od drugiej modlitewni jest używana wyłącznie podczas szabatów, większych świąt i festiwali. Jako jedyna posiada galerie dla kobiet. Ściany i pułap większej sali zostały pomalowane w latach 40. XX wieku motywami geometrycznymi, biblijnymi wersetami oraz modlitwami. Ściany mniejszej sali modlitewnej są pomalowane podobnymi wzorami, lecz bardziej skromnie. Jest używana wyłącznie do codziennych modlitw i nie posiada galerii dla kobiet.
Synagoga obecnie jest centrum żydowskiej gminy w mieście. Wokół niej znajdują inne instytucje i sklepy żydowskie, które tworzą z w tym miejscu typową, tradycyjną dzielnicę żydowską.

## Galeria

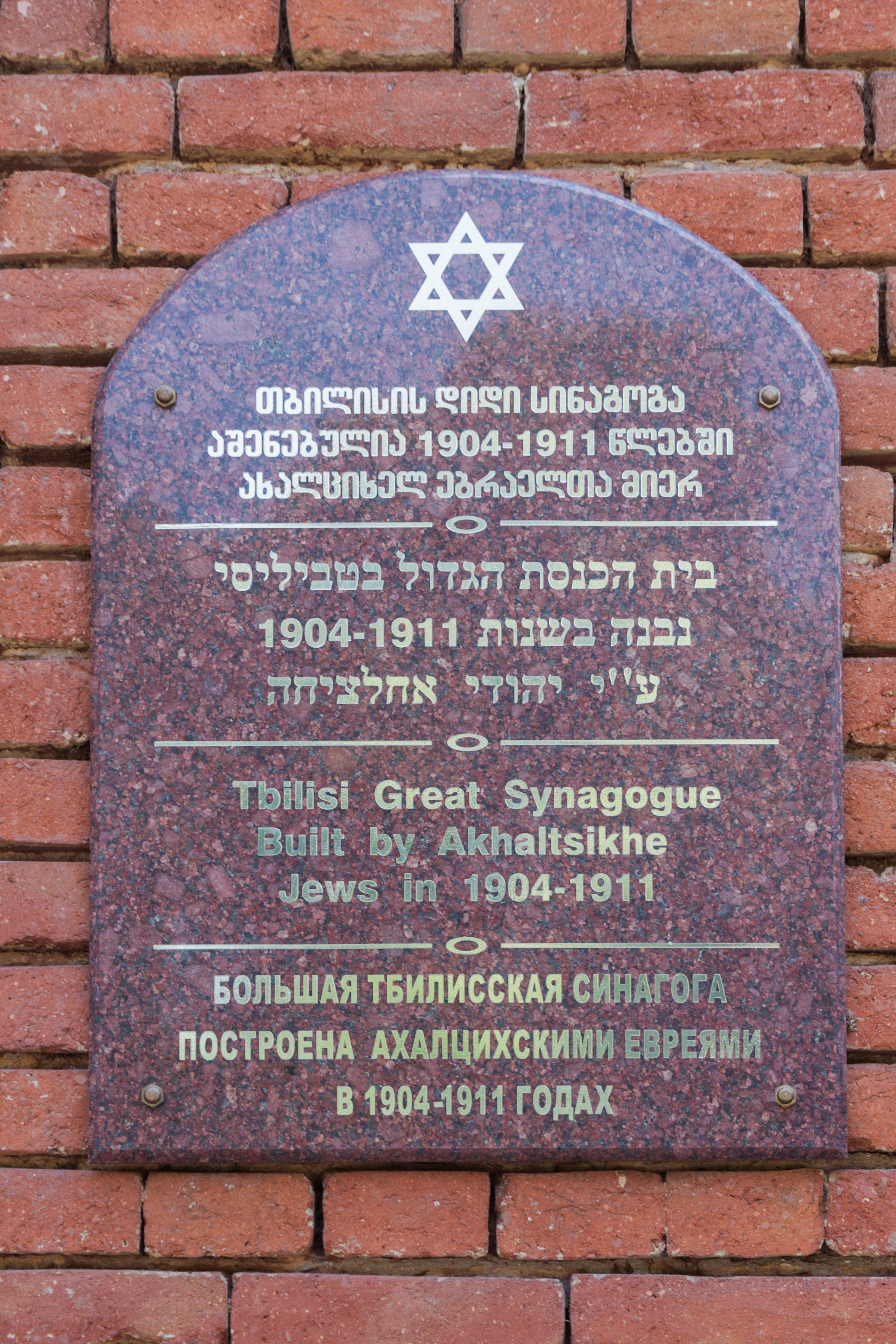
Tablica
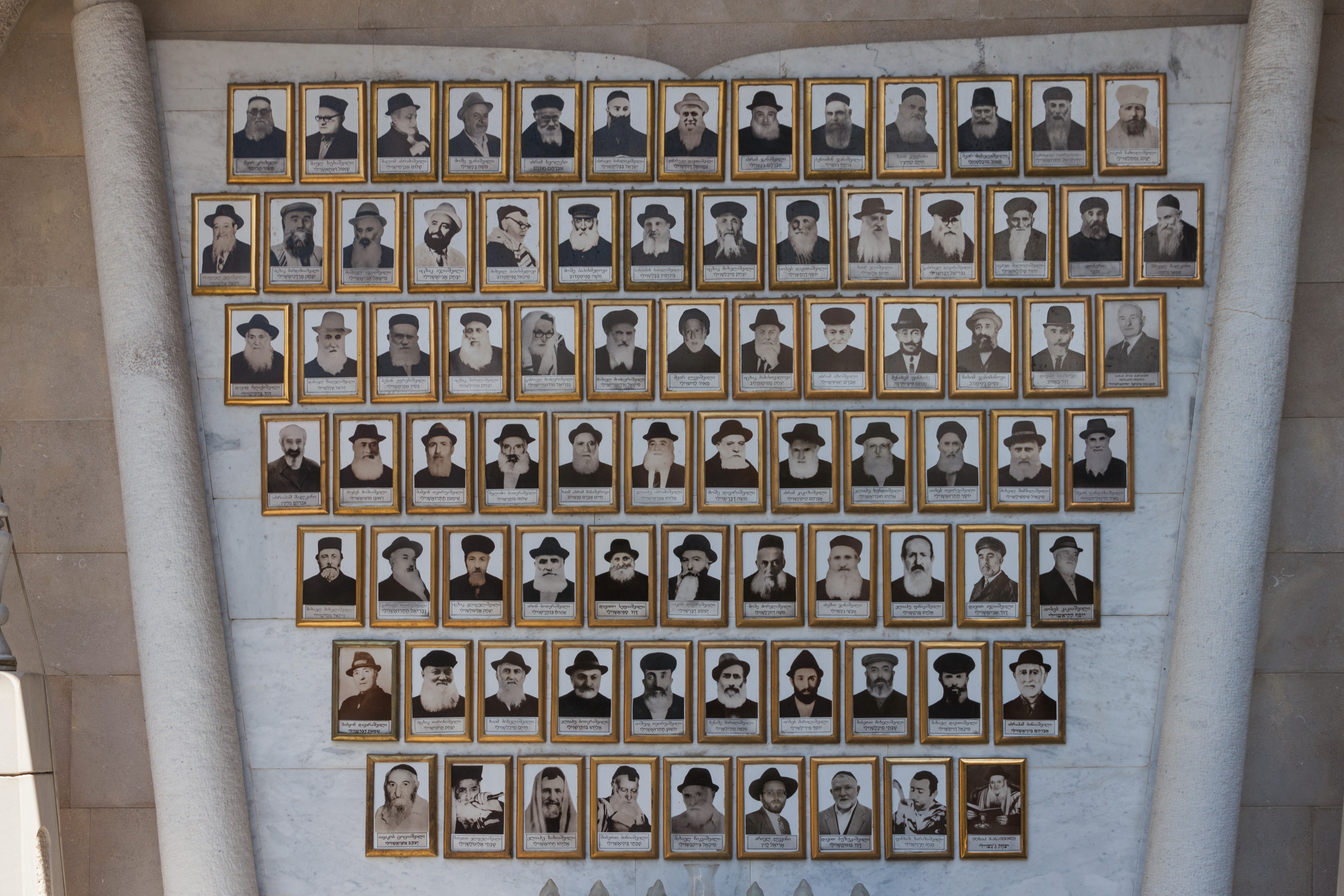
Zdjęcia Żydów z Tbilisi
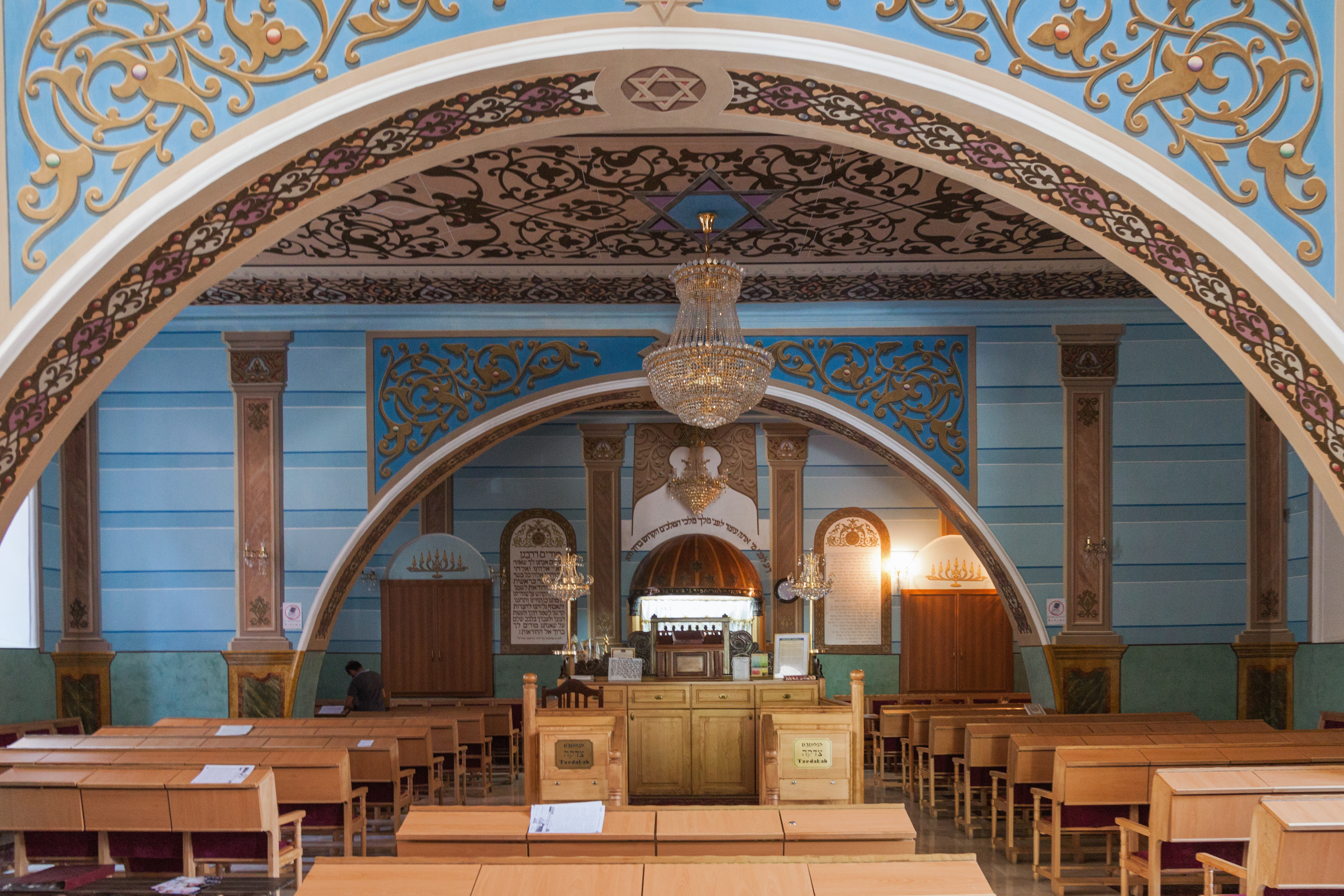
Wnętrze
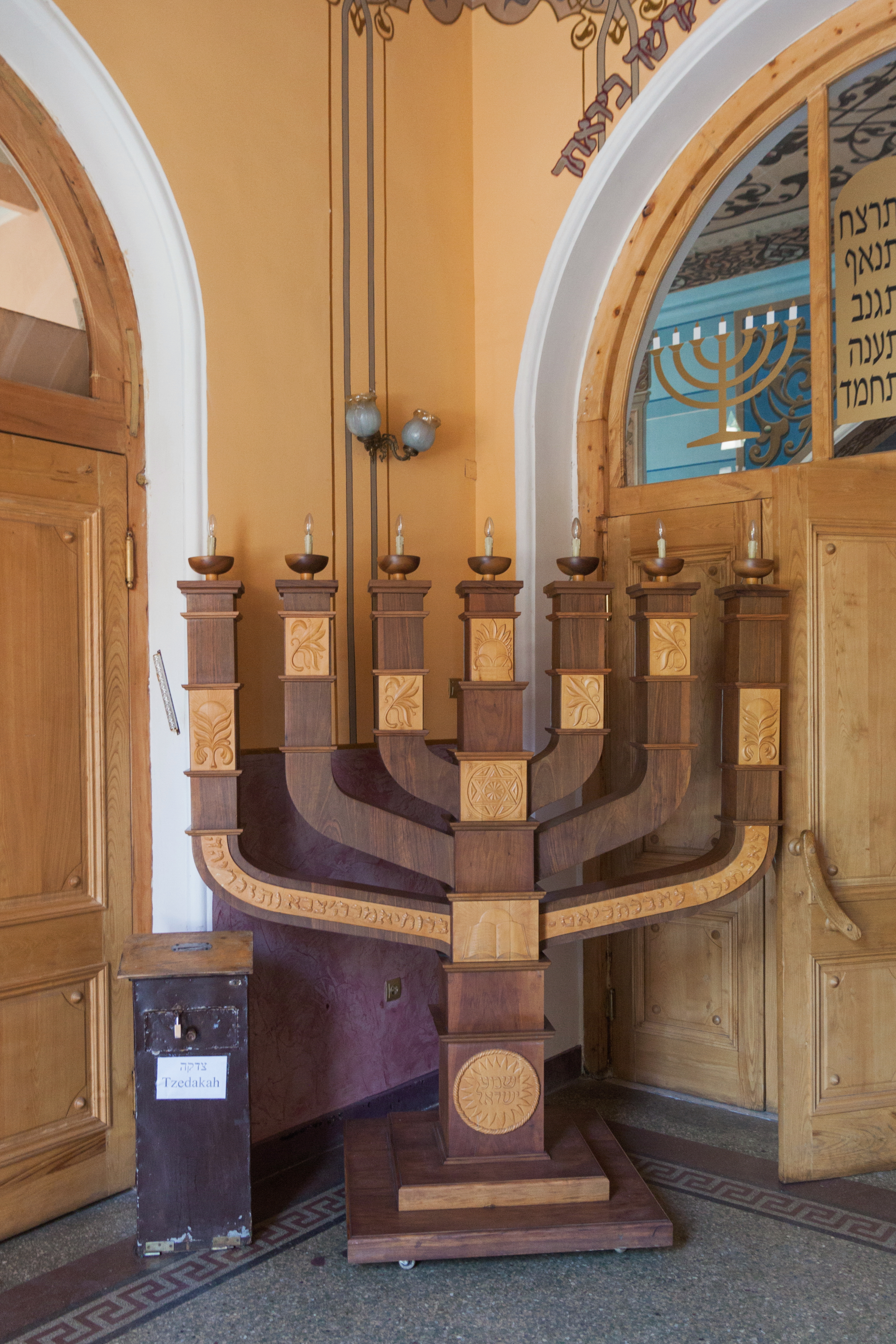